# コペンハーゲン (カクテル)
コペンハーゲンは、ショートドリンクに分類される、アクアビットをベースとしたカクテルの1種である。デンマークの首都コペンハーゲンの名を冠している、シティカクテル（都市名を冠したカクテル）の1種としても知られる。

## 標準的なレシピ

### 材料と割合
アクアビット：クレーム・ド・マンダリン：ライム・ジュースを2：1：1

### 作り方
アクアビット、クレーム・ド・マンダリン（マンダリンオレンジのリキュール）、ライム・ジュースをシェークしてカクテル・グラス（容量75〜90ml程度）に注げば完成である。

### 備考
ライム・ジュースは、その場でライムを絞ったものを使用するのがベストであるが、市販のジュースを用いても良い。